# Jovan Ivanović (muzičar)
Jovan Ivanović poznatiji kao King of the Clouds
(rođen 22. avgusta 1998. u Beogradu), srpski je DJ, muzički izvođač i tekstopisac. Istakao se kao jedan od najautentičnijih predstavnika nove generacije umetnika koji spajaju muziku, performans i vizuelnu umetnost. Poznat je po organizaciji legendarnih žurki i nastupima na beogradskoj klupskoj sceni. 

## Biografija
Rođen i odrastao u Beogradu, Ivanović je od 2018. godine aktivno prisutan na regionalnoj muzičkoj sceni. Njegov izraz kombinuje elektronski zvuk, dark pop, kao i scensku umetnost sa snažnom emocionalnom i društvenom porukom. Pored autorskog rada, poznat je i po energičnim DJ setovima i art nastupima koji brišu granice između žanrova i identiteta.

## Diskografija
- "Divljam" (feat. Beyn, 2023)

- "A Ja Ću Sam" (2025)

## Spoljašnje veze
1. ↑  https://zoomer.rs/king-of-the-clouds-budite-kraljevi-svojih-oblaka/
2. ↑  https://zoomer.rs/king-of-the-clouds-nije-umetnicki-cutati-ali-ponekad-je-umetnicki-znati-kada-treba-zacutati-da-bi-se-cuo-tudji-krik/